# Вахула Роман Ігорович
Рома́н І́горович Вахула (нар. 13 липня 1985, с. Старий Яр, Яворівський район, Львівська область) — український футзаліст. Колишній гравець збірної України з футзалу.

## Біографія
Роман Вахула народився в селі Старий Яр Львівської області. У 7 років, разом з батьками, переїхав у смт Шкло, де й здобув середню освіту. З 1994 року почав займатися в секції футболу ДЮСШ «Янтар», м. Новояворівськ. У 2002 році вступив до Львівського державного інституту фізичної культури, який закінчив з дипломом магістра. З 2002-го року почав тренуватися з футзальною командою ТВД (Львів), яка тоді виступала в першій лізі. Першим футзальним тренером Романа був наставник «будівельників» Роман Ковальчик. 
У 2004 році «ТВД» вийшов у вищу лігу, де і відбувся його дебют. У сезоні 2006—2007 «ТВД» програв фінал Кубка України «Єнакієвцю», в фінальному матчі Вахула був визнаний найкращим гравцем у складі «ТВД». Саме в цьому сезоні Роман отримав звання майстер спорту України. В опитуванні на найкращого гравця в Україні за підсумками сезону розділив 10-15 сходинку. В сезоні 2007-08 разом з командою взяв реванш у «Єнакієвця» і виграв Кубок України. У 2010 році перейшов в «Шахтар» (Донецьк), але через закриття клубу на другу половину чемпіонату повернувся в рідний «ТВД».
У 2011 році підписав контракт з польським клубом екстракласи «Вісла Кракбет» (Краків), в якому став володарем Суперкубка Польщі 2011 р. В сезоні 2011—2012 р. став срібним призером чемпіонату Польщі, в одному з матчів плей-оф Романові вдалося забити 5 м'ячів. По закінченні сезону був визнаний найкращим легіонером чемпіонату.
12 серпня 2020 року був представлений як новий гравець «Пясту», проте у ході сезону перейшов до АЗС Катовіце, за який виступав упродовж трьох сезонів. 
У 2023 році став гравцем першолігового ГКС Тихі, але в зимове міжсезоння 4 січня 2024 року перейшов до хожувського «Руху». 7 березня цього ж року закінчив ігрову кар'єру і офіційно став головним тренером ««Руха». За підсумками сезону хожувський клуб посів 14 місце у турнірній таблиці Екстракляси і вилетів з еліти польського футзалу. Утім у сезоні 2024/25 «Рух» під керівництвом українського фахівця здобув перемогу в Південній групі Першої ліги та напряму вийшов до Екстракляси.
Збірна України
Дебютував за молодіжну збірну України в кінці 2004 року у товариських матчах проти збірної Польщі, після чого виступав з командою на турнірі «Санкт-Петербурзька осінь-2005».
Зі студентською збірною України завоював бронзову медаль на чемпіонаті світу 2006 року, що відбувався у Познані (Польща), та срібну на чемпіонаті світу 2008 року (6 матчів, 1 гол), що відбувався у Копері (Словенія). У складі національної збірної України брав участь у чемпіонаті Європи з футзалу в Португалії 2007 року (3 матчі) і чемпіонаті світу з футзалу в Бразилії 2008 року (6 матчів).

## Титули і досягнення

### Командні
ТВД
- Кубок України з футзалу
  -  Володар (1): 2007/08
  -  Фіналіст (1): 2006/07
- Суперкубок України з футзалу
  -  Фіналіст (1): 2008

Вісла кракбет
- Екстракляса
  -  Чемпіон (2): 2012/2013, 2014/2015
  -  Срібний призер (1): 2011/12
  -  Бронзовий призер (1): 2013/2014
- Кубок Польщі з футзалу
  -  Володар (2): 2013/2014, 2014/2015
- Суперкубок Польщі
  -  Володар (2): 2011, 2014
  -  Фіналіст (1): 2013

Рекорд
- Екстракляса
  -  Чемпіон (1): 2016/2017
  -  Бронзовий призер (1): 2015/2016
- Кубок Польщі з футзалу
  -  Фіналіст (2): 2015/2016, 2016/2017

### Збірна України
- Чемпіонат світу серед студентів
  -  Срібний призер (1): 2008
  -  Бронзовий призер (1): 2006

### Особисті
- Найкращий гравець ТВД: 2006 р.[15]
- Найкращий легіонер чемпіонату Польщі: 2011/2012

### Статистика виступів
Інформація станом на 14 грудня 2020 року
| Сезон     | Клуб                        | Ліга               | Чемпіонат | Чемпіонат | Кубок | Кубок | Суперкубок | Суперкубок | Кубок УЄФА | Кубок УЄФА |
| Сезон     | Клуб                        | Ліга               | Ігри      | Голи      | Ігри  | Голи  | Ігри       | Голи       | Ігри       | Голи       |
| --------- | --------------------------- | ------------------ | --------- | --------- | ----- | ----- | ---------- | ---------- | ---------- | ---------- |
| 2003-2004 | «ТВД» (Львів)               | Вища ліга          | 13        | 0         | 0     | 0     | 0          | 0          | 0          | 0          |
| 2004-2005 | «ТВД» (Львів)               | Вища ліга          | 28        | 5         | 3     | 0     | 0          | 0          | 0          | 0          |
| 2005-2006 | «ТВД» (Львів)               | Вища ліга          | 30        | 11        | 7     | 0     | 0          | 0          | 0          | 0          |
| 2006-2007 | «ТВД» (Львів)               | Вища ліга          | 34        | 15        | 8     | 5     | 0          | 0          | 0          | 0          |
| 2007-2008 | «ТВД» (Львів)               | Вища ліга          | 26        | 12        | 8     | 1     | 0          | 0          | 0          | 0          |
| 2008-2009 | «ТВД» (Львів)               | Вища ліга          | 28        | 6         | 2     | 1     | 1          | 0          | 0          | 0          |
| 2009-2010 | «ТВД» (Львів)               | Вища ліга          | 21        | 4         | 3     | 0     | 0          | 0          | 0          | 0          |
| 2010-2011 | «Шахтар» (Донецьк)          | Екстра-ліга        | 9         | 0         | 5     | 0     | 0          | 0          | 0          | 0          |
| 2010-2011 | «ТВД» (Львів)               | Екстра-ліга        | 13        | 3         | 0     | 0     | 0          | 0          | 0          | 0          |
| 2011-2012 | «Вісла Кракбет» (Краків)    | Екстракласа        | 32        | 21        | 5     | 2     | 1          | 1          | 0          | 0          |
| 2012-2013 | «Вісла Кракбет» (Краків)    | Екстракласа        | 31        | 13        | 3     | 1     | 0          | 0          | 0          | 0          |
| 2013-2014 | «Вісла Кракбет» (Краків)    | Екстракласа        | 22        | 12        | 5     | 6     | 1          | 1          | 2          | 1          |
| 2014-2015 | «Вісла Кракбет» (Краків)    | Екстракласа        | 25        | 12        | ?     | ?     | 0          | 0          | 0          | 0          |
| 2015-2016 | «Рекорд» (Бельсько-Бяла)    | Екстракласа        | 24        | 11        | ?     | ?     | 0          | 0          | 0          | 0          |
| 2016-2017 | «Рекорд» (Бельсько-Бяла)    | Екстракласа        | 27        | 11        | ?     | 0     | 0          | 0          | 0          | 0          |
| 2017-2018 | «Лех Канцелярія» (Сломніки) | Екстракласа        | 11        | 5         | ?     | ?     | 0          | 0          | 0          | 0          |
| 2017-2018 | «Ред Драгонс» (Пневи)       | Екстракласа        | 15        | 6         | ?     | ?     | 0          | 0          | 0          | 0          |
| 2018-2019 | «Ред Драгонс» (Пневи)       | Екстракласа        | 27        | 10        | ?     | ?     | 0          | 0          | 0          | 0          |
| 2019-2020 | «Клірекс» (Хожув)           | Екстракласа        | 18        | 5         | ?     | ?     | 0          | 0          | 0          | 0          |
| 2020-2021 | «Пяст» (Глівіце)            | Екстракласа        | 7         | 2         | ?     | ?     | 0          | 0          | 0          | 0          |
| 2020-2021 | АЗС Катовіце                | Екстракласа        | 14        | 2         | ?     | ?     | 0          | 0          | 0          | 0          |
| 2021-2022 | АЗС Катовіце                | Перша ліга         | 18        | 10        | ?     | ?     | 0          | 0          | 0          | 0          |
| 2022-2023 | АЗС Катовіце                | Екстракласа        | 27        | 8         | ?     | ?     | 0          | 0          | 0          | 0          |
| 2023-2024 | ГКС Тихі                    | Перша ліга         | 11        | 4         | 0     | 0     | 0          | 0          | 0          | 0          |
| 2023-2024 | «Рух» (Хожув)               | Екстракласа        | 9         | 0         | 0     | 0     | 0          | 0          | 0          | 0          |
|           | Усього:                     | Екстракласа        | 289       | 118       |       |       |            |            |            |            |
|           | Усього:                     | Екстра-ліга (Вища) | 203       | 56        |       |       |            |            |            |            |